# Malaxis andersoniana
Malaxis andersoniana är en orkidéart som beskrevs av Roberto González Tamayo. Malaxis andersoniana ingår i släktet knottblomstersläktet, och familjen orkidéer. Inga underarter finns listade i Catalogue of Life.